# Індекс вільного спучування
Індекс вільного спучування — це показник спікливості вугілля, який визначають за типом нелеткого залишку, отриманого при швидкому нагріванні вугілля в тиглі встановлених розмірів, шляхом порівняння контуру залишку з контурами стандартних зразків.
Цей показник — один з параметрів спікливості, прийнятий в Міжнародній класифікації кам'яного вугілля.

## Визначення індексу вільного спучування

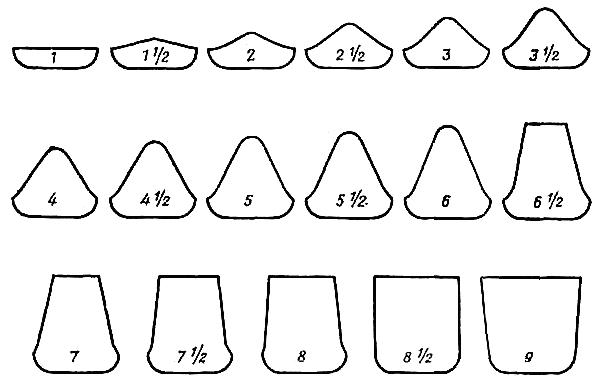
Рис. Шкала стандартних профілів нелеткого залишку

Для проведення випробувань вугілля подрібнюють до крупності менше 0,2 мм. Дослід проводять в тиглі з кварцового скла об'ємом 16–17,5 см3 з кришкою. Для нагрівання можна використовувати установку з газовим обігрівом або електропіч. Наважку вугілля масою 1,00–1,01 г поміщають в тигель і вирівнюють поверхню легким 10–12-кратним постукуванням дна тигля об тверду поверхню. Потім закривають тигель кришкою і вносять в полум'я газового пальника або електропечі, заздалегідь нагрітої до 850 °С. Через 90 с температура в тиглі повинна досягти (800±10)°С, а через 150 с (820±5)°С. Якщо через 150 с від початку нагрівання все ще спостерігається горіння летких речовин над тиглем, то нагрівання продовжують, поки полум'я не зникне. Після цього тигель виймають і охолоджують. Нелеткий залишок порівнюють з шкалою стандартних профілів (рис.). Номер профілю шкали, з яким збігається профіль нелеткого залишку, є індексом вільного спучування SI.
Всього у шкалі є 17 профілів; їх номери починаються з 1 і розрізняються між собою на ½. Останній номер профілю — 9. Якщо при випробуванні отримують нелеткий залишок, що збігається з профілем номер 1, то його кладуть на гладку поверхню і поміщають на нього вантаж масою 500 г. Якщо при цьому залишок руйнується повністю або розпадається більш ніж на 4 частини, то його номер буде ½. Якщо залишок не руйнується або розпадається не більш ніж на 2–3 шматки, то їх номер буде 1. У тому випадку, коли утворюється порошкоподібний нелеткий залишок, індекс спучення вважають рівним 0.
Індекс вільного спучення визначають як середнє арифметичне результатів п'яти паралельних визначень. Розбіжності між ними при випробуваннях в одній лабораторії не повинні перевищувати 1 од. Розбіжності між результатами випробувань однієї і тієї ж проби в різних лабораторіях не повинні перевищувати ½ од.
Індекс вільного спучення дозволяє розрізняти за спікливістю вугілля, яке важко або неможливо підрозділити за товщиною пластичного шару. Наприклад, вугілля з у нижче 6 мм можуть мати значення SI від 0 до 1½, а вугілля з у=6÷7 мм може мати значення SI до 4.
Методика визначення індексу вільного спучення встановлена ГОСТ 20330–80, і МС ISO 501–74.